# Torsten Johansson
Torsten Johansson  est un ancien joueur suédois de tennis, né le 11 avril 1920 et décédé le 14 mai 2004.

## Palmarès
- Internationaux de France: huitième de finale en 1949

À Wimbledon il réussit l'exploit unique de battre 2 joueurs de suite 6-0, 6-0, 6-0 au premier et deuxième tour en 1947.